# Sabine Jahn
Sabine Jahn (* 27. Juni 1953 in Neuruppin, nach Heirat Sabine Gust) ist eine ehemalige Ruderin aus der Deutschen Demokratischen Republik. 1976 gewann sie mit dem Doppelzweier die olympische Silbermedaille.
Sabine Jahn siegte von 1972 bis 1974 mit dem Doppelvierer bei der DDR-Meisterschaft, 1973 gewann der Doppelvierer bei der Europameisterschaft in Moskau. 1975 wechselte sie in den Doppelzweier, hier belegte sie zusammen mit Petra Boesler bei der Weltmeisterschaft in Nottingham den zweiten Platz hinter dem sowjetischen Boot. Bei den Olympischen Spielen 1976 in Montreal siegte das bulgarische Boot vor Boesler und Jahn. Für den Gewinn der Silbermedaille wurde sie mit dem Vaterländischen Verdienstorden in Bronze ausgezeichnet.
1977 nach ihrer Heirat trat Sabine Gust bei der Weltmeisterschaft in Amsterdam wieder im Doppelvierer an. Zusammen mit Petra Boesler, Viola Kowalschek, Sybille Tietze und Steuerfrau Elke Rost gewann sie den Weltmeistertitel. 1978 belegte der Doppelvierer den vierten Platz bei der Weltmeisterschaft in Neuseeland.
Sabine Jahn startete für den SC Berlin-Grünau. Sie war mit dem Ruderer Reinhard Gust verheiratet, die Ehe wurde aber später wieder geschieden. Dr. Sabine Gust arbeitet als Radiologin in Hamburg.